# Dobrava pri Stični
Dobrava pri Stični je naselje v Občini Ivančna Gorica.